# Hendrik Massute
Hendrik Massute (* 16. Februar 1967 in Hannover) ist ein deutscher Schauspieler.

## Leben
- 1994–1998: Ausbildung:  Studio O33 Hamburg
- 2001: Engagement:  bei der nordmedia für den Workshop "From Paper to Screen" von Wojciech Marczewski

## Theater
- 2010: Gernot / In Hanglage – eine Eisenbahnexpedtion in den endgültigen Ausstieg von Ralf Kemnitzer / Sigrid Graf / Osnabrück
- 2009: Hieronimus Vehus, Ulrich Vogeley, Justus Jonas, Campeggi / Luther 2009 von Peter Ries / Peter Ries / Hannover
  - Michael Flassbeck / Windbraut unter Energiepiraten von Jörg Ehrnsberger / Sigrid Graf / Osnabrück
- 2008:  Jürgen u. a. / Himmel und Hölle von Wolfgang Piontek u. a. / Hannover
  - Franz Hierzinger / Gipfelglück mit Herzschrittmacher von Stefanie Richter / Sigrid Graf / Osnabrück
- 2007:  Prof. Dr. Ganzke / Kur mit Schatten / Sigrid Graf / Osnabrück
- 2006:  Leonhard / Hai am Hafenkai / Sigrid Graf / Osnabrück
- 2005:  Eduard / Gleisanschluss zur Unterwelt / Sigrid Graf / Osnabrück
- 2003:  Mulligan / My Funny Valentine – Chet Bakers Song / Wolfgang Piontek / Hannover
- 1999–2001:  Badische Landesbühne:
  - Wurm / Kabale und Liebe / Lutz Schäfer
  - Oswald / Gespenster / Carsten Ramm
  - Lee / Der Goldene Westen / Ralf Siebelt
  - Wang / Der gute Mensch von Sezuan / Carsten Ramm
  - Mario / Das Mädchen am Ende der Straße / Carsten Ramm
  - Valerio / Leonce und Lena / Johanna Kunze
- 1993: Landesbühne Hannover: Martini / Einer flog über das Kuckucksnest / R. W. Kunze

## Filmografie
- 2005: Esmas Geheimnis (Grbavica), Regie: Jasmila Zbanic
- 2005: Sieh zu, dass du Land gewinnst, Regie: Kerstin Ahlrichs
- 2005: Zeppelin!, Regie: Gordian Maugg
- 2005: Denk ich an Deutschland in der Nacht ... Das Leben des Heinrich Heine, Regie: Gordian Maugg
- 2005: November Sonne, Regie: Yvonne Brandl
- 2009: Eichmanns Ende – Liebe, Verrat, Tod, Regie: Raymond Ley
- 2009: Hetschenpetsch, Regie: Astrid Rieger
- 2009: Hungerwinter, Regie: Gordian Maugg
- 2015: Familie verpflichtet